# Copelatus insuetus
Copelatus insuetus är en skalbaggsart som beskrevs av Guignot 1941. Copelatus insuetus ingår i släktet Copelatus och familjen dykare. Inga underarter finns listade i Catalogue of Life.